# Ángel Piqueras
Ángel Piqueras (* 1. Dezember 2006 in Requena) ist ein spanischer Motorradrennfahrer.
2023 gewann Piqueras den Red Bull MotoGP Rookies Cup sowie die JuniorGP Moto3. Zur Saison 2025 tritt er für das MT Helmets – MSi-Team in der Moto3-Klasse der Motorrad-Weltmeisterschaft an. In seiner Debütsaison 2024 fuhr er für Leopard Racing und konnte bereits in seiner ersten Saison seinen ersten Grand-Prix-Sieg einfahren.

## Karriere

### Anfangsjahre
Ángel Piqueras wuchs in einer Biker-Familie auf. Sein Vater war früher Motocross-Fahrer. Im Alter von 4 Jahren fuhr er zum ersten Mal mit einem Motorrad. Seine professionelle Karriere begann er im Jahr 2013 im spanischen Minibike-Cup. Er fuhr danach mehrere Jahre in unterschiedlichen regionalen Meisterschaften. In den Jahren 2020 und 2021 nahm er am European Talent Cup teil und wurde dort Sechster und Siebenter.
Zur Saison 2022 wechselte er in den Red Bull MotoGP Rookies Cup und belegte mit drei Rennsiegen Rang vier in der Gesamtwertung.
Im Jahr 2023 gewann er die Meisterschaft souverän mit neun Siegen, vier zweiten Plätzen und einem vierten Platz in 14 Rennen. Mit seinen neun Siegen in einer Saison stellte er auch einen neuen Rekord für diese Rennserie auf. Daneben startete er, wie schon im Vorjahr, auch in der spanischen JuniorGP Moto3 Serie (im Team Estrella Galicia 0,0). Auch dort gewann er vorzeitig die Meisterschaft. Von insgesamt zwölf Rennen gewann er vier und stand weitere fünfmal auf dem Podium. In beiden Serien beerbte er damit seinen ehemaligen Teamkollegen und Vorjahressieger José Antonio Rueda.

### Motorrad-Weltmeisterschaft

#### Moto3-Klasse
Ab der Saison 2024 startet Piqueras in der Moto3-Klasse der Motorrad-Weltmeisterschaft. Er fährt als Teamkollege von Adrián Fernández für das Leopard Racing Team auf einer Honda. Beim 13. Saisonrennen, dem Grand-Prix von Rimini gewann er sein erstes Rennen in dieser Klasse.

## Statistik

### Erfolge
- 2023 – JuniorGP-Moto3-Sieger auf Honda
- 2023 – Red-Bull-MotoGP-Rookies-Cup-Sieger auf KTM
- 2024 – Moto3-Rookie of the Year auf Honda
- 4 Grand-Prix-Siege

### In der Motorrad-Weltmeisterschaft
(Stand: Großer Preis von Österreich, 17. August 2025)
| Saison | Klasse | Team                      | Motorrad | Rennen | Siege | Zweiter | Dritter | Poles | Schn. Runden | Punkte | Ergebnis |
| ------ | ------ | ------------------------- | -------- | ------ | ----- | ------- | ------- | ----- | ------------ | ------ | -------- |
| 2024   | Moto3  | Leopard Racing            | Honda    | 20     | 1     | 1       | 2       | 1     | 1            | 153    | 8.       |
| 2025   | Moto3  | Frinsa – MT Helmets – MSi | KTM      | 13     | 3     | 1       | –       | –     | 2            | 168    | 2.       |
| Gesamt | Gesamt | Gesamt                    | Gesamt   | 33     | 4     | 2       | 2       | 1     | 3            | 321    |          |

Grand-Prix-Siege
| Saison | Klasse | Rennen                       |
| ------ | ------ | ---------------------------- |
| 2024   | Moto3  | San Marino                   |
| 2025   | Moto3  | Argentinien Katar Osterreich |

Einzelergebnisse
| Saison | 1        | 2           | 3         | 4       | 5          | 6          | 7                      | 8           | 9           | 10                     | 11          | 12         | 13         | 14             | 15         | 16         | 17         | 18         | 19         | 20       | 21       | 22       |
| ------ | -------- | ----------- | --------- | ------- | ---------- | ---------- | ---------------------- | ----------- | ----------- | ---------------------- | ----------- | ---------- | ---------- | -------------- | ---------- | ---------- | ---------- | ---------- | ---------- | -------- | -------- | -------- |
| 2024   | Katar    | Portugal    | USA-Texas | Spanien | Frankreich | Katalonien | Italien                | Niederlande | Deutschland | Vereinigtes Konigreich | Osterreich  | Aragonien  | San Marino | Emilia-Romagna | Indonesien | Japan      | Australien | Thailand   | Malaysia   | \|\|     |          |          |
| 2024   | 12       | DNF         | 3         | 10      | 10         | 12         | 11                     | 8           | 5           | DNF                    | 4           | DNF        | 1          | 2              | 4          | DNF        | 10         | DNF        | DNF        | 3        |          |          |
| 2025   | Thailand | Argentinien | USA-Texas | Katar   | Spanien    | Frankreich | Vereinigtes Konigreich | Aragonien   | Italien     | Niederlande            | Deutschland | Tschechien | Osterreich | Ungarn         | Katalonien | San Marino | Japan      | Indonesien | Australien | Malaysia | Portugal | Valencia |
| 2025   | 12       | 1           | 4         | 1       | 2          | DNF        | DNF                    | 6           | 7           | 5                      | 4           | 4          | 1          |                |            |            |            |            |            |          |          |          |

| Legende  | Legende            | Legende                                                          |
| Farbe    | Abkürzung          | Bedeutung                                                        |
| -------- | ------------------ | ---------------------------------------------------------------- |
| Gold     | –                  | Sieg                                                             |
| Silber   | –                  | 2. Platz                                                         |
| Bronze   | –                  | 3. Platz                                                         |
| Grün     | –                  | Platzierung in den Punkten                                       |
| Blau     | –                  | Klassifiziert außerhalb der Punkteränge                          |
| Violett  | DNF                | Rennen nicht beendet (did not finish)                            |
| Violett  | NC                 | nicht klassifiziert (not classified)                             |
| Rot      | DNQ                | nicht qualifiziert (did not qualify)                             |
| Rot      | DNPQ               | in Vorqualifikation gescheitert (did not pre-qualify)            |
| Schwarz  | DSQ                | disqualifiziert (disqualified)                                   |
| Weiß     | DNS                | nicht am Start (did not start)                                   |
| Weiß     | WD                 | zurückgezogen (withdrawn)                                        |
| Hellblau | PO                 | nur am Training teilgenommen (practiced only)                    |
| Hellblau | TD                 | Freitags-Testfahrer (test driver)                                |
| ohne     | DNP                | nicht am Training teilgenommen (did not practice)                |
| ohne     | INJ                | verletzt oder krank (injured)                                    |
| ohne     | EX                 | ausgeschlossen (excluded)                                        |
| ohne     | DNA                | nicht erschienen (did not arrive)                                |
| ohne     | C                  | Rennen abgesagt (cancelled)                                      |
| ohne     | keine WM-Teilnahme |                                                                  |
| sonstige | P/fett             | Pole-Position                                                    |
| sonstige | 1/2/3/4/5/6/7/8    | Punktplatzierung im Sprint-/Qualifikationsrennen                 |
| sonstige | SR/kursiv          | Schnellste Rennrunde                                             |
| sonstige | *                  | nicht im Ziel, aufgrund der zurückgelegten Distanz aber gewertet |
| sonstige | ()                 | Streichresultate                                                 |
| sonstige | unterstrichen      | Führender in der Gesamtwertung                                   |